# Turmada
Turmada là một chi bướm ngày thuộc họ Bướm nâu.